# Ochnaceae
Die Ochnaceae, deutsch selten auch Grätenblattgewächse oder Nagelbeergewächse genannt, sind eine Familie in der Ordnung der Malpighienartigen (Malpighiales) innerhalb der Bedecktsamigen Pflanzen (Magnoliopsida). Der botanische Name leitet sich aus dem griechischen Wort óchne für wilder Birnbaum her.
Sie haben ihre Areale in den Subtropen bis Tropen in weiten Teilen der Welt.

## Beschreibung

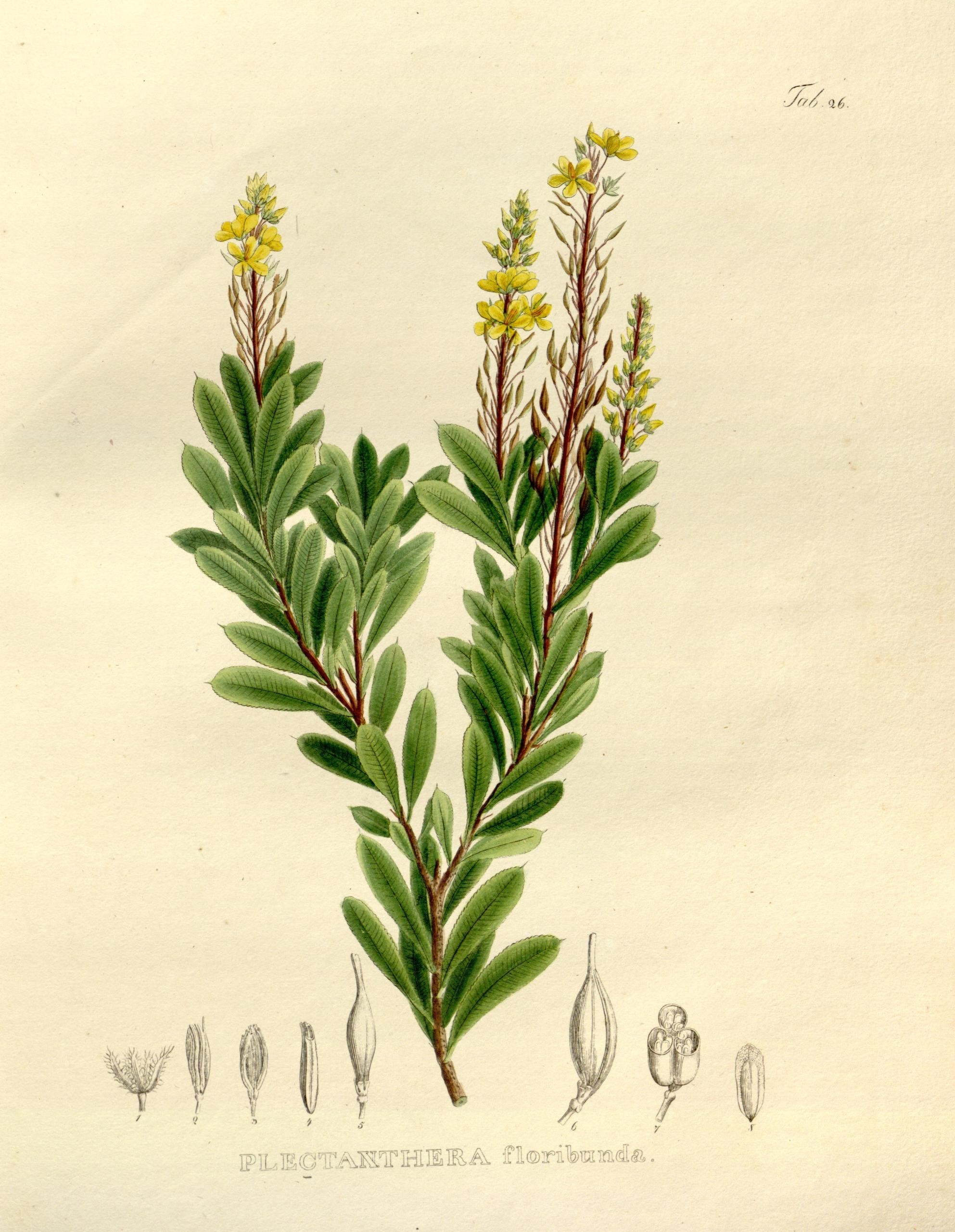
Tribus Luxembergieae: Luxemburgia octandra, Illustration

Die Arten der Ochnoideae sind überwiegend immergrüne Sträucher und Bäume, selten auch krautige Pflanzen. In dieser Familie befinden sich auch einige Bäume, die durch zisternenartig ausgebreitete Zweige/Blätter organisches Material sammeln (engl. „Trash Basket Trees“). Beispiele sind Nagelbeeren (Ochna) und Campylospermum. Die wechselständigen, gestielten Laubblätter sind meist einfach, selten zusammengesetzt. Die Blattadern sind bei den meisten Arten besonders deutlich zu sehen. Die Blattränder sind glatt, gezähnt oder gesägt. Es sind Nebenblätter vorhanden.
Die Blütenstände können ganz unterschiedlich aufgebaut sein.
Die zwittrigen, radiärsymmetrischen Blüten sind oft fünfzählig (drei- bis zehnzählig). Sie besitzen meist zahlreiche Staubblätter, oder seltener nur fünf oder zehn. Die meist fünf bis zehn (selten ein bis zwei, oder auch 15) Fruchtblätter sind frei oder zu einem (synkarpen) Fruchtknoten verwachsen. Die Kronblätter sind oft von untereinander verschiedener Größe. Die Blüten sind immer nektarlos.
Es werden in der Familie ganz unterschiedliche Fruchttypen ausgebildet; beispielsweise Steinfrüchte, Beeren oder Kapselfrüchte.

## Nutzung
Zur Holzgewinnung dient: 
- Azobé oder Bongossi (Lophira alata Banks ex C.F. Gaertn.) (engl. Red Ironwood):

Es sind Bäume mit über 30 m Wuchshöhe und 1,5 m Durchmesser. Da es Tropenholz ist, sind keine Jahresringe zu erkennen. Es ist widerstandsfähig gegen Pilze und Termiten. Es wird genutzt als Konstruktionsholz im Außenbau, Wasserbau und Deichbau, als Lagerholz für Großbehälter und für Wände von Viehställen; und es werden daraus Holzpflaster, Schwellen, Gleitschienen, Holzhämmer, Labor- und Werktische, Pergolen, Stallböden und Flechtmatten hergestellt. Heimat ist Westafrika.
- Izombe (Testulea gabonensis Pellegr.): Heimat ist das westliche Zentralafrika.

## Systematik

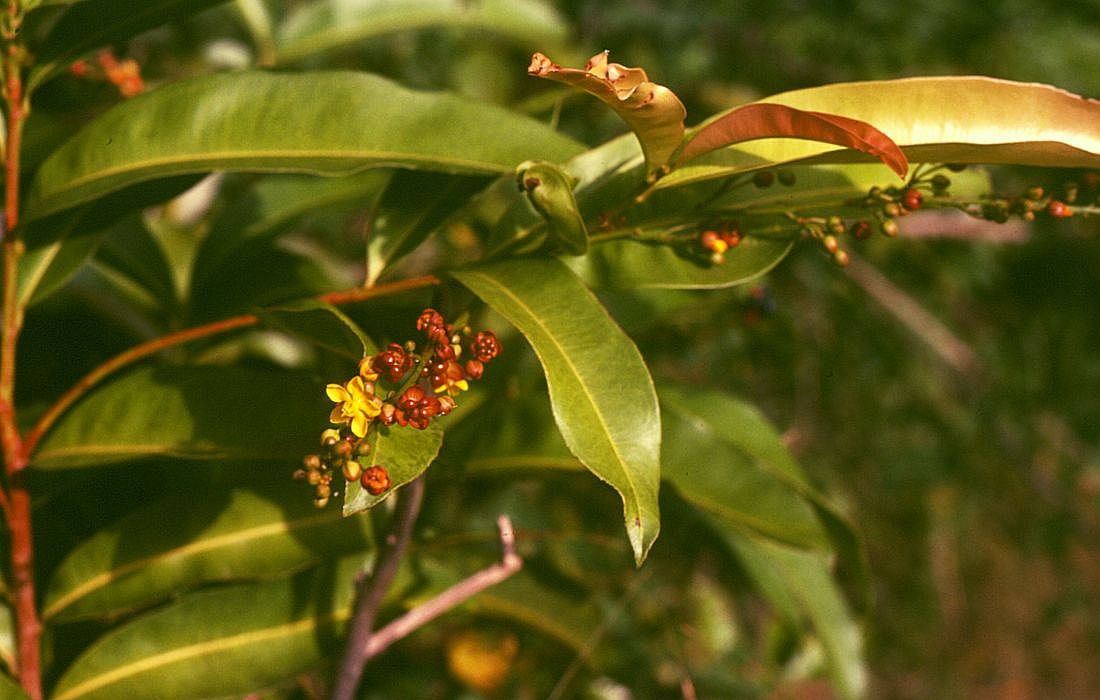
Tribus Ochneae: Campylospermum serratum

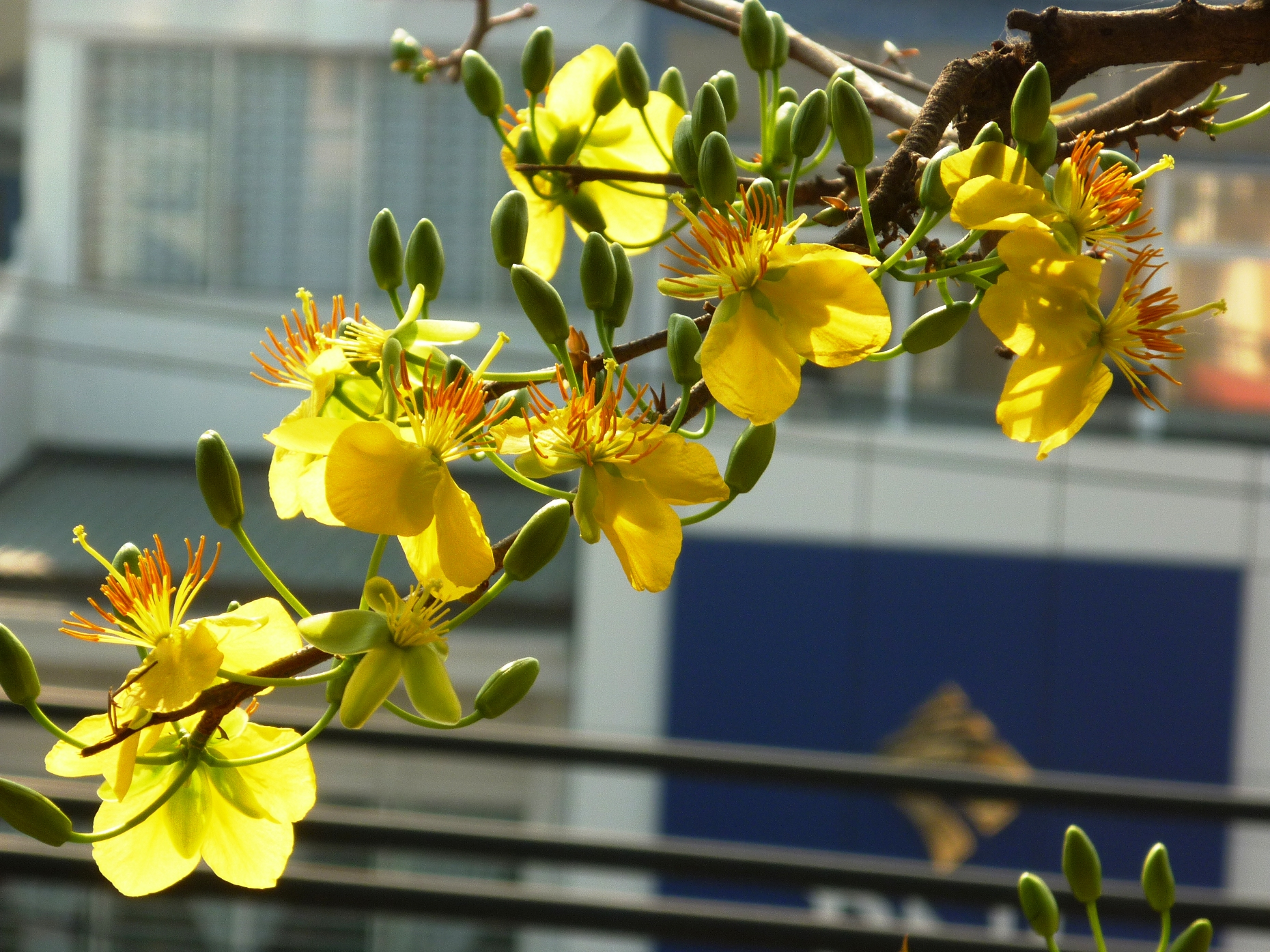
Tribus Ochneae: Ochna integerrima

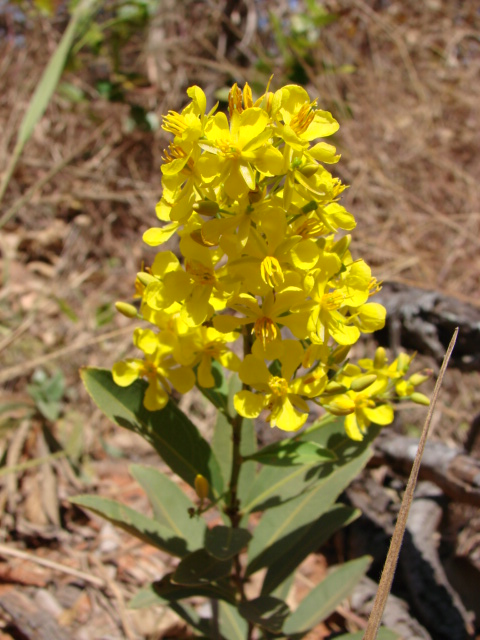
Tribus Ochneae: Ouratea floribunda

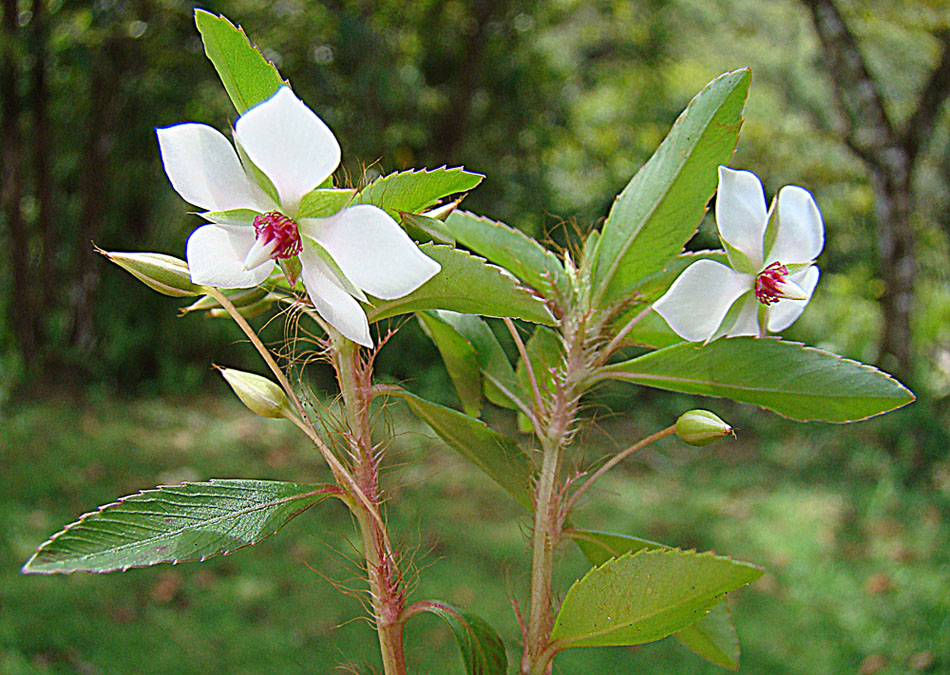
Tribus Sauvagesieae: Sauvagesia erecta

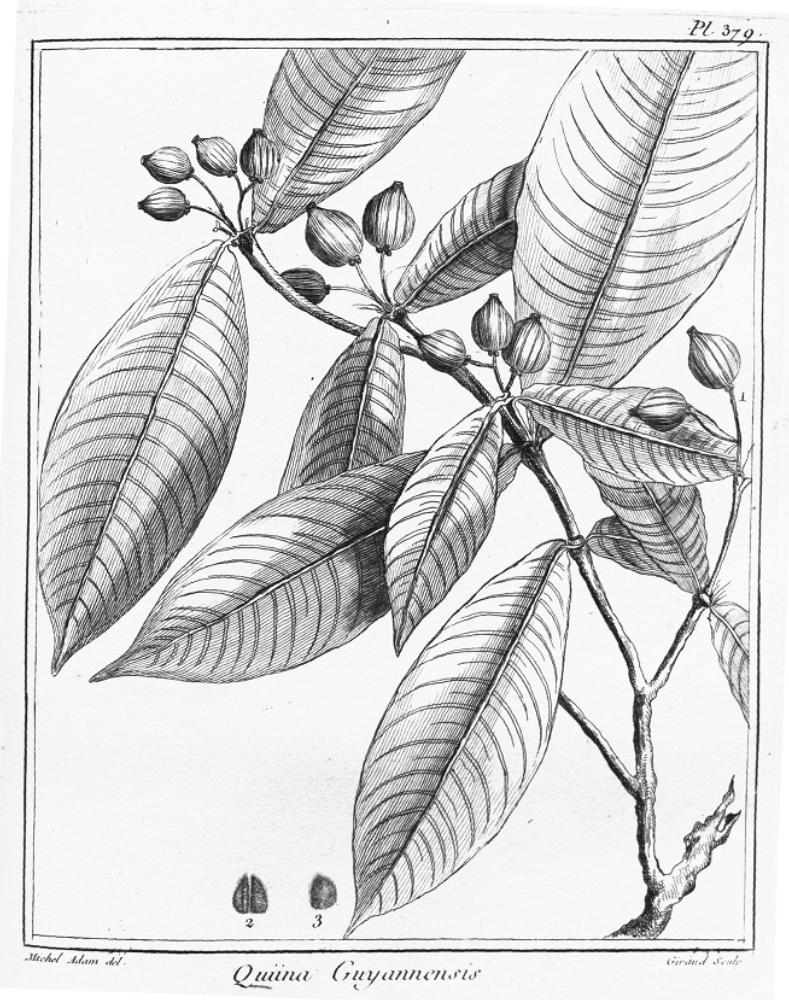
Unterfamilie Quiinoideae: Quiina guianensis, Illustration

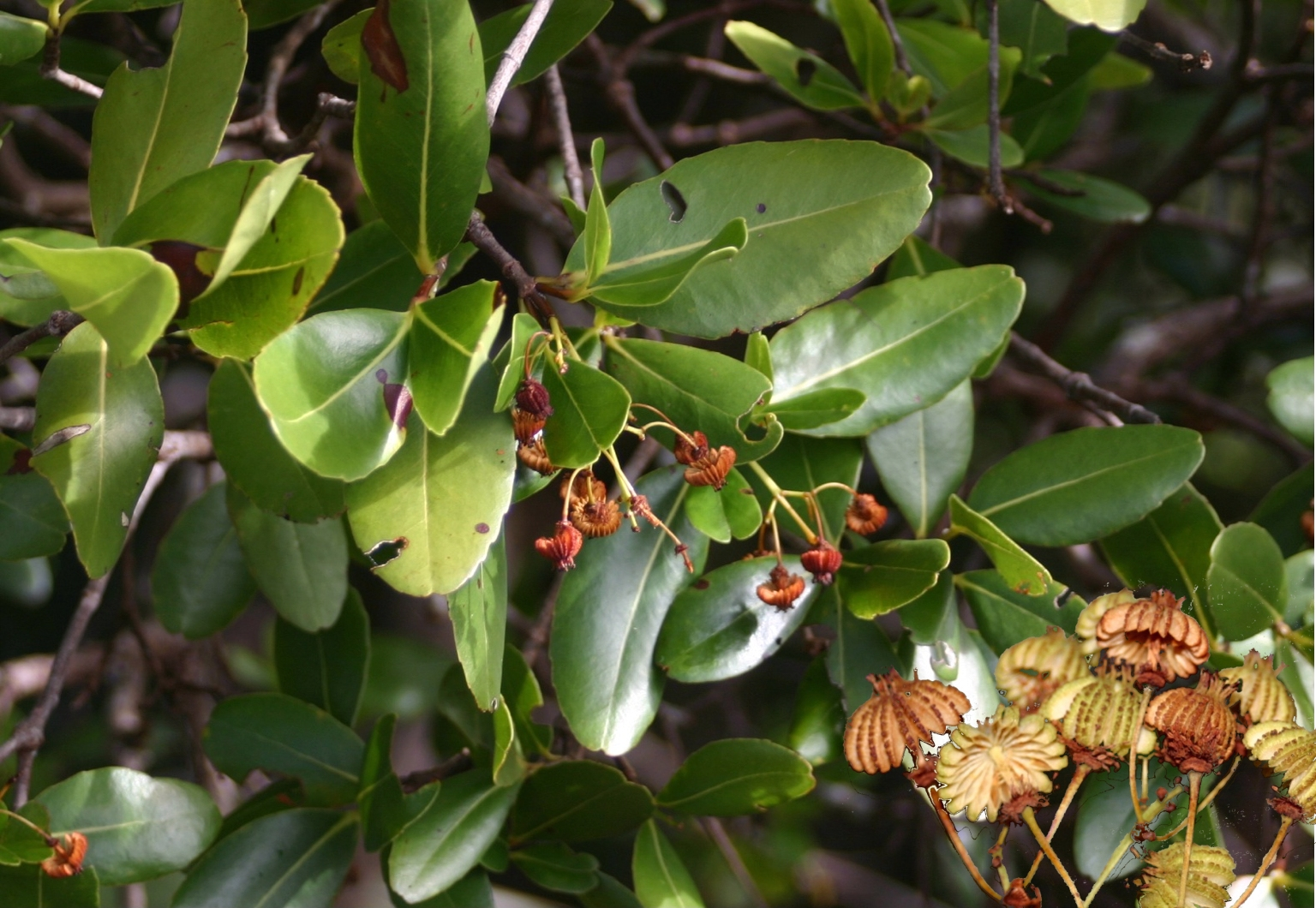
Unterfamilie Medusagynoideae: Quallenbaum (Medusagyne oppositifolia)

Nach APG III gehören die Arten der ehemaligen Familien der Medusagynaceae Engl. & Gilg und Quiinaceae Engl. auch in die Familie der Ochnaceae s. l.
Die Familie der Ochnaceae enthält heute 30 bis 33 Gattungen mit 550 bis 600 Arten:
Die Familie Ochnaceae wird gegliedert in vier Unterfamilien
- Unterfamilie Ochnoideae Burnett: Mit vier Tribus:
  - Tribus Luxembergieae Horan. (Syn.: Luxembergioideae): Mit zwei Gattungen und 22 Arten in Venezuela and Brasilien:
    - Luxemburgia A.St.-Hil.: Sie kommt in etwa 20 Arten in Brasilien vor.[3]
    - Philacra Dwyer: Sie kommt in etwa 4 Arten in Brasilien und Venezuela vor.[3]

  - Tribus Testuleeae Horan.. Sie umfasst nur die monotypische Gattung:
    - Testulea Pellegr. mit der Art:
      - Testulea gabonensis Pellegr.: Sie kommt im westlich-zentralen tropischen Afrika vor.[3]

  - Tribus Ochneae Bartl.: Mit neun Gattungen und 390 tropischen Arten, besonders in Brasilien:
    - Brackenridgea A.Gray: Mit etwa neun Arten.[3]
    - Campylospermum Tiegh.: Mit etwa 55 Arten.
    - Elvasia DC.: Mit etwa 14 Arten im tropischen Amerika.[3]
    - Idertia Farron: Mit nur einer Art:
      - Idertia axillaris (Oliv.) Farron: Sie kommt in Afrika vor.[3]

    - Lophira Banks ex C.F.Gaertn.: Mit zwei Arten in Afrika[3], darunter:
      - Lophira alata Banks ex C.F.Gaertn.

    - Nagelbeeren (Ochna L.): Mit etwa 79 Arten in den Tropen und Subtropen der Alten Welt.[3]
    - Ouratea Aubl.: Mit etwa 295 Arten in Afrika und Amerika.[3]
    - Perissocarpa Steyerm. & Maguire: Mit etwa 3 Arten in Südamerika.[3]
    - Rhabdophyllum Tiegh.

  - Tribus Sauvagesieae DC. (Syn.: Euthemidaceae Solereder, Sauvagesiaceae Dum., Wallaceaceae van Tieghem): Mit etwa 17 Gattungen und 82 Arten, besonders in der Neotropis:
    - Adenanthe Maguire et al.
    - Adenarake Maguire & Wurdack: Mit zwei Arten in Venezuela.[3]
    - Blastemanthus Planch.: Mit zwei Arten im tropischen Südamerika.[3]
    - Cespedesia Goudot: Mit nur einer Art:
      - Cespedesia spathulata (Ruiz & Pav.) Planch.: Sie kommt im tropischen Mittel- und Südamerika vor.[3]

    - Euthemis Jack: Mit zwei Arten, die von Indochina bis Malesien vorkommen.[3]
    - Fleurydora A.Chev.: Mit nur einer Art:
      - Fleurydora felicis A.Chev.: Sie kommt in Guinea vor.[3]

    - Godoya Ruiz & Pav.: Mit zwei Arten im westlichen Südamerika.[3]
    - Indosinia J.E.Vidal: Mit nur einer Art:
      - Indosinia involucrata (Gagnep.) J.E.Vidal: Sie kommt in Vietnam vor.[3]

    - Krukoviella A.C.Sm.: Mit nur einer Art:
      - Krukoviella disticha (Tiegh.) Dwyer: Sie kommt in Peru und im nördlichen Brasilien vor.[3]

    - Poecilandra Tul.: Mit zwei Arten in Südamerika.[3]
    - Rhytidanthera Tiegh.: Mit zwei Arten in Kolumbien.[3]
    - Sauvagesia L. (inklusive Indovethia Boerl., Lauradia Vand., Leitgebia Eichler, Neckia Korth., Pentaspatella Gleason, Roraimanthus Gleason, Sinia Diels, Vausagesia Baill.): Mit etwa 52 Arten im tropischen Asien, in China, Afrika, Nord- und Südamerika.[3]
    - Schuurmansia Blume: Mit etwa 3 Arten im tropischen Asien.[3]
    - Schuurmansiella Hallier f.: Mit nur einer Art:
      - Schuurmansiella angustifolia (Hook.f.) Hallier f.: Sie kommt in Borneo vor.[3]

    - Tyleria Gleason: Mit etwa 14 Arten in Südamerika.[3]
    - Wallacea Spruce ex Benth. & Hook. f.: Mit etwa drei Arten im nördlichen Südamerika.[3]
- Unterfamilie Quiinoideae Luersson (Syn. Quiinaceae Engl.): Mit vier Gattungen und etwa 55 Arten in der Neotropis:
  - Froesia Pires: Mit etwa 5 Arten im tropischen Südamerika.[3]
  - Lacunaria Ducke: Mit etwa 8 Arten in Südamerika.[3]
    - Lacunaria jenmanii (Oliv.) Ducke: Aus dem nördlichen Südamerika.

  - Quiina Aubl.: Mit etwa 43 Arten im tropischen Amerika.[3]
  - Touroulia Aubl.: Mite etwa 2 Arten in Südamerika.[3]
- Unterfamilie Medusagynoideae Reveal (Syn.: Medusagynaceae Engl. & Gilg). Sie umfasst nur die monotypische Gattung:
  - Medusagyne Baker mit der Art:
    - Quallenbaum (Medusagyne oppositifolia Baker): Sie kommt nur auf den Seychellen auf der Insel Mahé vor.[5]